# Campionato mondiale maschile under 17 di calcio 2003
Il Campionato mondiale di calcio Under-17 2003 è stato giocato in Finlandia tra il 13 agosto ed il 30 agosto 2003. Per questa edizione il numero delle squadre era 16, con le due migliori di ogni gruppo qualificate per i Quarti di finale.
Il torneo fu vinto dal Brasile under 17, che nella finale giocata al Finnair Stadium di Helsinki sconfisse la Spagna under 17 1-0. Per i brasiliani fu il terzo titolo mondiale della storia. Al terzo posto si classificò l'Argentina, che nella finale per il 3º posto ebbe la meglio sulla Colombia, battendola 5-4 ai rigori.
Solo i giocatori nati dopo il 1º gennaio 1986 hanno potuto partecipare al torneo.

## Città e Stadi
| Città    | Stadio          | Posti |
| -------- | --------------- | ----- |
| Helsinki | Finnair Stadium | 10770 |
| Turku    | Veritas Stadion | 9000  |
| Tampere  | Ratina Stadion  | 17000 |
| Lahti    | Lahden Stadion  | 14500 |

## Squadre
| Confederazione                                        | Torneo di Qualificazione                   | Qualificate                                               |
| ----------------------------------------------------- | ------------------------------------------ | --------------------------------------------------------- |
| AFC (Asia)                                            | AFC U-17 Championship 2002                 | Corea del Sud under 17 Yemen under 17 Cina under 17       |
| CAF (Africa)                                          | 2003 African Under-17 Championship         | Camerun under 17 Sierra Leone under 17 Nigeria under 17   |
| CONCACAF (America Centrale, Settentrionale e Caraibi) | 2003 CONCACAF U17 Tournament               | Stati Uniti under 17 Costa Rica under 17 Messico under 17 |
| CONMEBOL (Sud America)                                | Sudamericano Sub-17 2007                   | Argentina under 17 Brasile under 17 Colombia under 17     |
| OFC (Oceania)                                         | 2005 OFC Under 17 Tournament               | Australia under 17                                        |
| UEFA (Europa)                                         | Campionato europeo di calcio Under-17 2003 | Portogallo under 17 Spagna under 17                       |
| Nazione ospitante                                     | Nazione ospitante                          | Finlandia under 17                                        |

## Fase a Gruppi

### Gruppo A
| Squadra   | P.ti | G | V | P | S | GF | GS | DR |
| --------- | ---- | - | - | - | - | -- | -- | -- |
| Colombia  | 7    | 3 | 2 | 1 | 0 | 11 | 2  | +9 |
| Messico   | 5    | 3 | 1 | 2 | 0 | 5  | 3  | +2 |
| Finlandia | 3    | 3 | 1 | 0 | 2 | 3  | 12 | -9 |
| Cina      | 1    | 3 | 0 | 1 | 2 | 5  | 7  | -2 |

| Arbitro: | Héber Lopes |

|                         |           |          |
| Parikka 6’ Petrescu 64’ | Marcatori | 4’ Jiang |

| Helsinki 13 agosto 2003, ore 20:00 17:00 UTC | Messico        | 0 – 0 referto | Colombia | Finnair Stadium (3500 spett.)\| Arbitro: \| Martin Hansson \| |
| Arbitro:                                     | Martin Hansson |               |          |                                                               |

| Arbitro: | Richard Piper |

|          |           |                               |
| Wang 67’ | Marcatori | Guarín rig. 73’ Hernandez 80’ |

| Arbitro: | Eric Braamhaar |

|  |           |                      |
|  | Marcatori | 39’ Ceja 51’ Herrera |

| Arbitro: | Jérôme Damon |

|                              |           |                                    |
| Wang 35’ Jiang 61’ Jiang 81’ | Marcatori | 51’ Flores 73’ Mariaca 78’ Murguia |

| Arbitro: | Gabriel Brazenas |

|                                                                      |           |              |
| Hidalgo 16’, rig. 32’ 50’ 61’ Ramos 36’ 68’ 71’ Guarín 63’ Núñez 74’ | Marcatori | 41’ Petrescu |

### Gruppo B
| Squadra    | P.ti | G | V | P | S | GF | GS | DR |
| ---------- | ---- | - | - | - | - | -- | -- | -- |
| Argentina  | 9    | 3 | 3 | 0 | 0 | 5  | 0  | +5 |
| Costa Rica | 4    | 3 | 1 | 1 | 1 | 3  | 3  | 0  |
| Nigeria    | 4    | 3 | 1 | 1 | 1 | 3  | 3  | 0  |
| Australia  | 0    | 3 | 0 | 0 | 3 | 1  | 6  | -5 |

- Il secondo posto è stato deciso tramite sorteggio.

| Arbitro: | Eric Braamhaar |

|                      |           |  |
| Garay 6’ Cólzera 69’ | Marcatori |  |

| Arbitro: | Leone Rakaroi |

|           |           |         |
| Arias 83’ | Marcatori | 9’ Bala |

| Arbitro: | Héber Lopes |

|            |           |                    |
| Giraldi 2’ | Marcatori | 73’ Mikel 84’ Bala |

| Arbitro: | Jérôme Damon |

|                         |           |  |
| Peirone 84’ Peirone 90’ | Marcatori |  |

| Arbitro: | Martin Hansson |

|  |           |             |
|  | Marcatori | 59’ Faurlin |

| Arbitro: | Khalil Al Ghamdi |

|  |           |                                  |
|  | Marcatori | Rodriguez 62’ (rig.) Salazar 75’ |

### Gruppo C
| Squadra    | P.ti | G | V | P | S | GF | GS | DR |
| ---------- | ---- | - | - | - | - | -- | -- | -- |
| Brasile    | 7    | 3 | 2 | 1 | 0 | 9  | 1  | +8 |
| Portogallo | 4    | 3 | 1 | 1 | 1 | 9  | 13 | -4 |
| Camerun    | 3    | 3 | 0 | 3 | 0 | 7  | 7  | 0  |
| Yemen      | 1    | 3 | 0 | 1 | 2 | 4  | 8  | -4 |

| Arbitro: | Ravshan Irmatov |

|                                                     |           |                                                                           |
| Al Badani 31’ Sharyan 45+2’ Marcio Sousa 77’ (aut.) | Marcatori | 56’ Marcio Sousa 68’ Manuel Curto 80’ Manuel Fernandes Al Safi 82’ (aut.) |

| Arbitro: | Marco Rodríguez |

|                  |           |           |
| Joseph Mawaye 5’ | Marcatori | 38’ Abuda |

| Arbitro: | Gabriel Brazenas |

|  |           |                                                           |
|  | Marcatori | 20’ Leo 52’ Abuda Ederson rig. 68’ Evandro 77’ Thyago 86’ |

| Arbitro: | Eddy Maillet |

|             |           |            |
| Juaim 90+2’ | Marcatori | 74’ Mawaye |

| Arbitro: | Marco Rodríguez |

|                                    |           |  |
| Evandro 28’ Evandro 32’ Arouca 86’ | Marcatori |  |

| Arbitro: | Eric Braamhaar |

|                                                                              |           |                                                                |
| Vieira 21’ Manuel Curto 36’ Manuel Curto 43’ Manuel Curto 44’ Bruno Gama 52’ | Marcatori | Tiago Costa aut. 70’ N'Gal 74’ N'Gal 76’ Nguemo 88’ Mbia 90+4’ |

### Gruppo D
| Squadra       | P.ti | G | V | P | S | GF | GS | DR |
| ------------- | ---- | - | - | - | - | -- | -- | -- |
| Spagna        | 7    | 3 | 2 | 1 | 0 | 8  | 5  | +3 |
| Stati Uniti   | 6    | 3 | 2 | 0 | 1 | 8  | 4  | +4 |
| Corea del Sud | 3    | 3 | 1 | 0 | 2 | 6  | 11 | -5 |
| Sierra Leone  | 1    | 3 | 0 | 1 | 2 | 6  | 8  | -2 |

| Arbitro: | Eddy Maillet |

|                |           |                                                         |
| Owens aut. 11’ | Marcatori | 16’ 89’, Adurig. 90+2’ Owens 26’ Watson 54’ Curfman 75’ |

| Arbitro: | Khalil Al Ghamdi |

|                               |           |                                    |
| David 8’ Sisi 15’ Xisco 90+6’ | Marcatori | 34’ Barlay 73’ Barlay Ruz aut. 36’ |

| Arbitro: | Ravshan Irmatov |

|                           |           |           |
| Gonzalez rig. 45’ Adu 89’ | Marcatori | 32’ Sesay |

| Arbitro: | Marco Rodríguez |

|                                     |           |                                                 |
| Yang Dong-Hyen 45’ Sánchez aut. 59’ | Marcatori | 65’ David Silva 73’ David Silva 76’ David Silva |

| Arbitro: | Leone Rakaroi |

|                         |           |                                                      |
| Metzger 36’ Metzger 51’ | Marcatori | 28’ Han Dong-Won 74’ Yang Dong-Hyen 78’ Lee Yong-Rae |

| Arbitro: | Héber Lopes |

|  |           |                              |
|  | Marcatori | 11’ Jurado 70’ Cesc Fàbregas |

## Fase ad eliminazione diretta
|  | Quarti di finale     | Quarti di finale     |                      |                    | Semifinali                | Semifinali                |  |  | Finale               | Finale |
|  |                      |                      |                      |                    |                           |                           |  |  |                      |        |
|  | 23 agosto - Helsinki |                      |                      |                    |                           |                           |  |  |                      |        |
|  |                      |                      |                      |                    |                           |                           |  |  |                      |        |
|  | Colombia             | 2                    |                      |                    |                           |                           |  |  |                      |        |
|  | Colombia             | 2                    | 27 agosto - Tampere  |                    |                           |                           |  |  |                      |        |
|  | Costa Rica           | 0                    |                      |                    |                           |                           |  |  |                      |        |
|  | Costa Rica           | 0                    | Colombia             | 0                  |                           |                           |  |  |                      |        |
|  | 24 agosto - Turku    |                      | Colombia             | 0                  |                           |                           |  |  |                      |        |
|  |                      | Brasile              | 2                    |                    |                           |                           |  |  |                      |        |
|  | Brasile              | Brasile              | 2                    | 3                  |                           |                           |  |  |                      |        |
|  | Brasile              |                      | 30 agosto - Helsinki | 3                  |                           |                           |  |  |                      |        |
|  | Stati Uniti          | 0                    |                      |                    |                           |                           |  |  |                      |        |
|  | Stati Uniti          | 0                    | Brasile              | 1                  |                           |                           |  |  |                      |        |
|  | 23 agosto - Lahti    |                      | Brasile              | 1                  |                           |                           |  |  |                      |        |
|  |                      | Spagna               | 0                    |                    |                           |                           |  |  |                      |        |
|  | Argentina            | Spagna               | 0                    | 2                  |                           |                           |  |  |                      |        |
|  | Argentina            | 27 agosto - Helsinki |                      | 2                  |                           |                           |  |  |                      |        |
|  | Messico              | 0                    |                      |                    |                           |                           |  |  |                      |        |
|  | Messico              | 0                    | Argentina            | 2                  | Finale per il terzo posto | Finale per il terzo posto |  |  |                      |        |
|  | 24 agosto - Tampere  |                      | Argentina            | 2                  | Finale per il terzo posto | Finale per il terzo posto |  |  |                      |        |
|  |                      | Spagna               | 3                    |                    |                           |                           |  |  |                      |        |
|  | Spagna               | Spagna               | 3                    | 5                  | Colombia                  | 1 (4)                     |  |  |                      |        |
|  | Spagna               |                      |                      | 5                  | Colombia                  | 1 (4)                     |  |  |                      |        |
|  | Portogallo           | 2                    |                      | Argentina (d.c.r.) | 1 (5)                     |                           |  |  |                      |        |
|  | Portogallo           | 2                    |                      |                    | 1 (5)                     |                           |  |  |                      |        |
|  |                      |                      |                      |                    |                           |                           |  |  | 30 agosto - Helsinki |        |
|  |                      |                      |                      |                    |                           |                           |  |  |                      |        |

### Quarti di finale
| Arbitro: | Eddy Maillet |

|                           |           |  |
| Otálvaro 25’ Otálvaro 43’ | Marcatori |  |

| Arbitro: | Eric Braamhaar |

|                         |           |  |
| Cardozo 34’ Peirone 45’ | Marcatori |  |

| Arbitro: | Martin Hansson |

|                                      |           |  |
| Leonardo 18’ Ederson 61’ Evandro 64’ | Marcatori |  |

| Arbitro: | Gabriel Brazenas |

|                                                               |           |                            |
| Sánchez 28’ Cesc Fàbregas 42’ 78’ Xisco 50’ Jurado rig. 90+4’ | Marcatori | 3’ Manuel Curto 87’ Vieira |

### Semifinali
| Arbitro: | Marco Rodríguez |

|  |           |                     |
|  | Marcatori | 16’ Abuda 72’ Abuda |

| Arbitro: | Martin Hansson |

|                      |           |                                                 |
| Biglia 11’ Garay 31’ | Marcatori | 48’ Cesc Fàbregas 53’ Jurado 119’ Cesc Fàbregas |

### Finale terzo-quarto posto
| Arbitro: | Eddy Maillet |

|                  |           |          |
| Hidalgo rig. 53’ | Marcatori | 4’ Lagos |

### Finale
| Arbitro: | Eric Braamhaar |

| |            | |
| Leonardo 7’ | Marcatori  | |
| · Bruno · Leo · João (C) · Leonardo · Junior · Sandro · Jonathan · Arouca · Ederson · (69' Juliano) · Evandro · (85' Felipe) · Abuda 58’ · (90' Hugo) | Formazioni | · Mandaluniz · Francis (C) 58’ · Sánchez · (89' Cases) · Sisi · (79' David) · Markel · David Silva · (84' Oskitz) · Jurado · Pallardó 54’ · Arzo · Xisco 16’ · Cesc Fàbregas 87’ |
| Marcos Paquetá | Allenatori | Juan Santisteban |

## Cannonieri
5 goal
- Carlos Hidalgo
- Manuel Curto
- Cesc Fàbregas

4 goal
- Abuda
- Evandro
- Freddy Adu

3 goal
- Hernan Peirone
- Jiang Chen
- Gustavo Adrian Ramos
- Jurado
- Silva

2 goal
- Ezequiel Garay
- Ederson
- Leonardo
- Joseph Mawaye
- Serge N'Gal
- Wang Yongpo
- Fredy Guarín
- Harrison Otálvaro
- Tomi Petrescu
- Ezekiel Bala
- Vieira
- Samuel Barlay
- Obi Metzger
- Yang Dong-Hyen
- Xisco

1 goal
- Lucas Biglia
- Neri Cardozo
- Ariel Cólzera
- Alejandro Faurlín
- Diego Lagos
- Dez Giraldi
- Arouca
- Leo
- Thyago
- Stéphane Mbia
- Joel Nguemo
- Sebastián Hernández
- Juan Gilberto Núñez
- Yosimar Arias
- Pablo Rodriguez
- Alonso Salazar
- Jarno Parikka
- Julio Ceja
- Gerardo Flores
- Óscar Herrera
- Manuel Mariaca
- Rafael Murguia
- John Mikel
- Bruno Gama
- Manuel Fernandes
- Márcio Sousa
- Alimamy Sesay
- Han Dong-Won
- Lee Yong-Rae
- David

1 goal (cont.)
- Sergio Sánchez
- Sisi
- Steven Curfman
- Guillermo Gonzalez
- Dwight Owens
- Jamie Watson
- Yaser Al Badani
- Sami Juaim
- Abdulelah Sharyan

Own goals
- Márcio Sousa (for Template:Fb)
- Tiago Costa (for Template:Fb)
- Ruz (for Template:Fb)
- Sergio Sánchez (for Template:Fb)
- Dwight Owens (for Template:Fb)
- Abdullah Al Safi (for Template:Fb)